# سجده (اسلام)

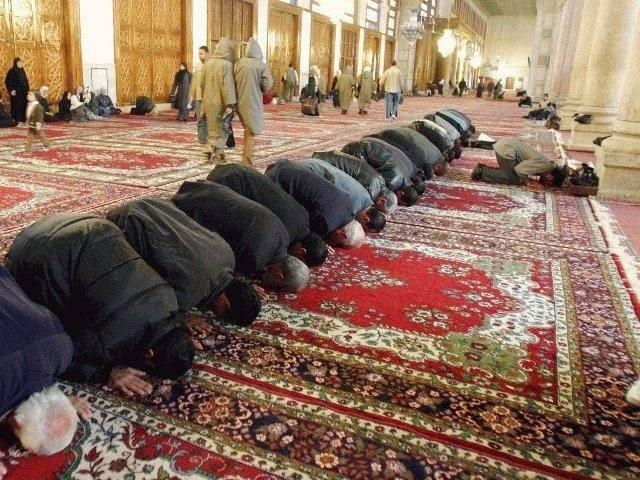
سجده در نماز مسلمانان

سجده در عبادات اسلامی به خصوص نماز جایگاه پراهمیتی دارد.

## چگونگی
سجده در لغت به معنی سر برزمین نهادن و پیشانی بر زمین نهادن است.

سجود در اصطلاح شرع عبارت است از: نهادن پیشانی بر زمین یا آنچه از زمین می‌روید و خوردنی و پوشیدنی نیست. بنابراین تعریف، سجود در شرع، معنایی ویژه پیدا کرده‌است و نتیجه آن ثبوت حقیقت شرعی برای سجود خواهد بود.

بعضی علاوه بر پیشانی، نهادن سایر اعضای هفت گانه (کف دو دست، دو زانو و سر انگشتان بزرگ دو پا) را بر زمین در تحقق مسمای سجود لازم دانسته‌اند.
در مقابل، برخی ثبوت حقیقت شرعی در لفظ سجود را نپذیرفته و بر این نظر که نهادن مواضع هفتگانه، حتی پیشانی بر زمین در تحقق مسمای سجود دخیل است، اشکال کرده و گفته‌اند: عرف، حتی عرف متشرعه کسی را که به جای پیشانی، صورت خود را بر زمین می‌گذارد یا پیشانی را بر فرش و مانند آن می‌نهد، سجده‌کننده به‌شمار می‌آورد.
برخی دیگر گفته‌اند: گذاشتن پیشانی بر زمین بارزترین مصداق سجود به معنای لغوی آن است و شارع مقدس تنها خصوصیاتی را بدان افزوده و رعایت آن‌ها را در سجود لازم دانسته است.
سجده بر زمین و چیزهای غیرخوراکی‌ای که از زمین می‌روید، مانند چوب و برگ درخت و همچنین علف و کاه، جایز است. سجده بر چیزهای خوراکی و پوشاکی صحیح نیست و نیز سجده کردن بر طلا و نقره و عقیق و فیروزه و شیشه باطل است، اما سجده کردن بر سنگ‌های معدنی مانند سنگ مرمر و سنگ‌های سیاه مجاز است.

## سجده‌های واجب
نمازگزار باید در هر رکعت از نمازهای واجب و مستحب، بعد از رکوع، دو سجده کند و در سجده هر ذکری بگوید، کافی است شیعیان اغلب در سجده سه بار «سبحان‌الله» یا یک مرتبه «سبحان ربی الاعلی و بحمده» می‌گویند.
در چهار سوره از سوره‌های قرآن، یعنی آیه ۱۵ سوره سجده، آیه ۳۷ سوره فصلت، آیه ۶۲ سوره نجم  و آیه ۱۹ سوره علق ، یک آیه سجده‌دار وجود دارد که اگر انسان بخواهد به آن گوش دهد، بعد از تمام شدن آن آیه، باید فوراً سجده کند و اگر فراموش کرد، هر وقت یادش آمد باید سجده کند.
سوره‌هایی که سجده مستحب دارند، عبارتند از: اعراف، رعد، نحل، اسراء، مریم، حج (دو سجده)، فرقان، نمل، انشقاق و برخی سوره ص را نیز به این سوره‌ها ملحق کرده‌اند.
سجده به قصد شکر و امثال آن نیز جایز و مستحب است.

## سجده برای غیر خدا
سجده برای غیر خداوند حرام است؛ خواه برای معصومان باشد یا اولیای الهی یا غیر ایشان. البته سجود نزد قبر معصومان برای خدا به قصد شکرگزاری بر توفیق یافتن به زیارت قبر ایشان جایز است.